# Salvatore Farina (generale)
Salvatore Farina (Gallipoli, 18 novembre 1957) è un generale italiano, dal 2018 al 2021 capo di Stato Maggiore dell'Esercito Italiano.

## Biografia

### Formazione
Nato a Gallipoli, in provincia di Lecce, è cresciuto a Casarano, ha frequentato il 158º Corso dell'Accademia Militare di Modena e la Scuola di applicazione di Torino.
Ha frequentato diversi corsi accademici e di stato maggiore italiani o esteri: ha conseguito la laurea in scienze strategiche presso la Scuola di Applicazione Università di Torino, la laurea in ingegneria elettrotecnica presso l'Università di Padova e la laurea in Scienze Internazionali e Diplomatiche presso l'Università di Trieste. Ha conseguito il master in Defence Resource Management presso l'Istituto della Difesa USA di Monterey in California e il master alta formazione per dirigenti generali del Ministero della difesa presso Link Campus di Roma ed è in possesso del brevetto di paracadutista e di istruttore militare di educazione fisica. Nel 1992 ha frequentato il 26º Staff College del British Army a Camberley, nel Regno Unito. Ha inoltre frequentato il 1º Corso superiore di Stato Maggiore presso l'Istituto superiore di stato maggiore interforze.

### Carriera militare
All'inizio della sua carriera ha ricoperto diversi incarichi in unità operative: tra il 1980 e il 1989, ha comandato una compagnia nel 33º battaglione di guerra elettronica e la 7ª compagnia del 4º Corpo d'armata alpino nella sede di Bassano del Grappa. Nel 1989-90 ha prestato servizio presso il Comando NATO delle forze terrestri alleate del Sud Europa di Verona.
Nel dicembre 1992 è stato assegnato al Comando della 3ª Divisione (3ª UK Div) a Bulford, dove, con il grado di maggiore ha ricoperto l'incarico di ufficiale di stato maggiore addetto alle operazioni. Nel 1994 ha prestato servizio presso il Comando della Brigata “Ariete” a Pordenone.
Tra settembre 1995 e settembre 1996, ha comandato il Battaglione trasmissioni “Leonessa” a Civitavecchia e nello stesso periodo è stato inoltre impegnato in Bosnia nelle fasi più intense dell'operazione Joint Endeavour–IFOR a guida NATO.
Dall'ottobre 1996 al settembre 1999 è stato a capo del Centro operativo interforze presso lo Stato maggiore della difesa, pianificando e dirigendo in tale veste tutte le operazioni militari delle forze armate italiane in Bosnia, Albania, Macedonia, Kosovo, Timor Est.
Nel 2000-2001 ha comandato il 1º Reggimento trasmissioni a Milano.
Dal 2004 al 2007 ha prestato servizio nella sede dell’Ambasciata italiana a Londra, in qualità di addetto militare.
Dal 2007 al 2008 è stato comandante della Brigata trasmissioni nella sede di Anzio.
Dall'ottobre 2008 al gennaio 2010 ha svolto l’incarico di vice capo III Reparto di SMD responsabile della Pianificazione generale in ambito Interforze.
Dal luglio 2011 all'agosto 2013 è stato il capo del III Reparto - Politica militare e pianificazione - dello Stato Maggiore della Difesa. Dal settembre 2013 al settembre 2014 è stato poi comandante dell’operazione NATO Joint Enterprise in Kosovo (COMKFOR). Dal settembre 2014 al maggio 2015 è stato capo Dipartimento trasformazione terrestre dell’Esercito mentre dal maggio 2015 a febbraio 2016 è stato presidente del Comitato per l’implementazione del Libro Bianco per la difesa.
Dal 4 marzo 2016 ha assunto l’incarico di comandante del Joint Force Command di Brunssum nei Paesi Bassi, primo ufficiale italiano ad assolvere un incarico di comandante operativo interforze NATO, incarico che ha lasciato il 21 febbraio 2018, sostituito dal generale Riccardo Marchiò, in quanto il 22 dicembre 2017 era stato designato dal Consiglio dei ministri nuovo capo di Stato Maggiore dell'Esercito, incarico che ricopre a decorrere dal 27 febbraio 2018, per la durata di un triennio.
Farina lascia l'incarico e il servizio attivo il 26 febbraio 2021 .
Il 15 febbraio 2024 viene nominato da papa Francesco Direttore della Direzione delle Infrastrutture e Servizi del Governatorato dello Stato della Città del Vaticano.